# ヨハン・ハインリヒ・ティシュバイン
ヨハン・ハインリヒ・ティシュバイン（Johann Heinrich Tischbein der Ältere、1722年10月3日 - 1789年8月22日）はドイツの画家である。多くの画家を出したティシュバイン一族を代表する画家の一人で、「カッセルのティシュバイン」とも呼ばれる。甥に同名の画家がいるため、der Ältereがつけられることもある。肖像画、風景画、宗教画を描いた。ドイツの百科事典「Meyers Konversations-Lexikon」によれば、もっとも優れた婦人像の描き手とされている。

## 略歴
ヘッセンのハイナに生まれた。父親はパン屋であり、兄弟に画家となった、ヨハン・ファレンティン・ティシュバイン(Johann Valentin Tischbein:1715–1768)やヨハン・アントン・ティシュバイン(Johann Anton Tischbein:1720–1784)、ヨハン・ヤーコブ・ティシュバイン(Johann Jacob Tischbein:1725–1791)らがいる。1736年から1741年の間、カッセルの壁紙画家のチンマーマンやフリーゼ(Johann Georg von Freese)に見習いとして働いた。
1743年に貴族の経済的援助を受けてパリに修行に出て、シャルル＝アンドレ・ヴァン・ローの弟子となり、1749年にはヴェネツィアを訪れ、ジョヴァンニ・バッティスタ・ピアッツェッタに学んだ。1750年から1751年にはローマに滞在した。
1753年にヘッセン＝カッセル方伯、ヴィルヘルム8世の宮廷画家となり、この年始まったヴィルヘルムシュタール宮殿（Schloss Wilhelmsthal）の建設のために多くの絵を描いた。七年戦争で、ヘッセン＝カッセル方伯領はフランスに占領されたため、亡命生活を送った。1762年にカッセルに戻り、新設されたカッセルの技術学校（Collegium Carolinum）の教授に任じられた。
代表作の１つとされる「アルテミシア」はロイス＝エーベルスドルフ伯ハインリヒ24世の娘で、18世紀後半のドイツにおいて、最も美しい女性の一人と言われていた、アウグステをモデルにしたことで知られている。

## 作品

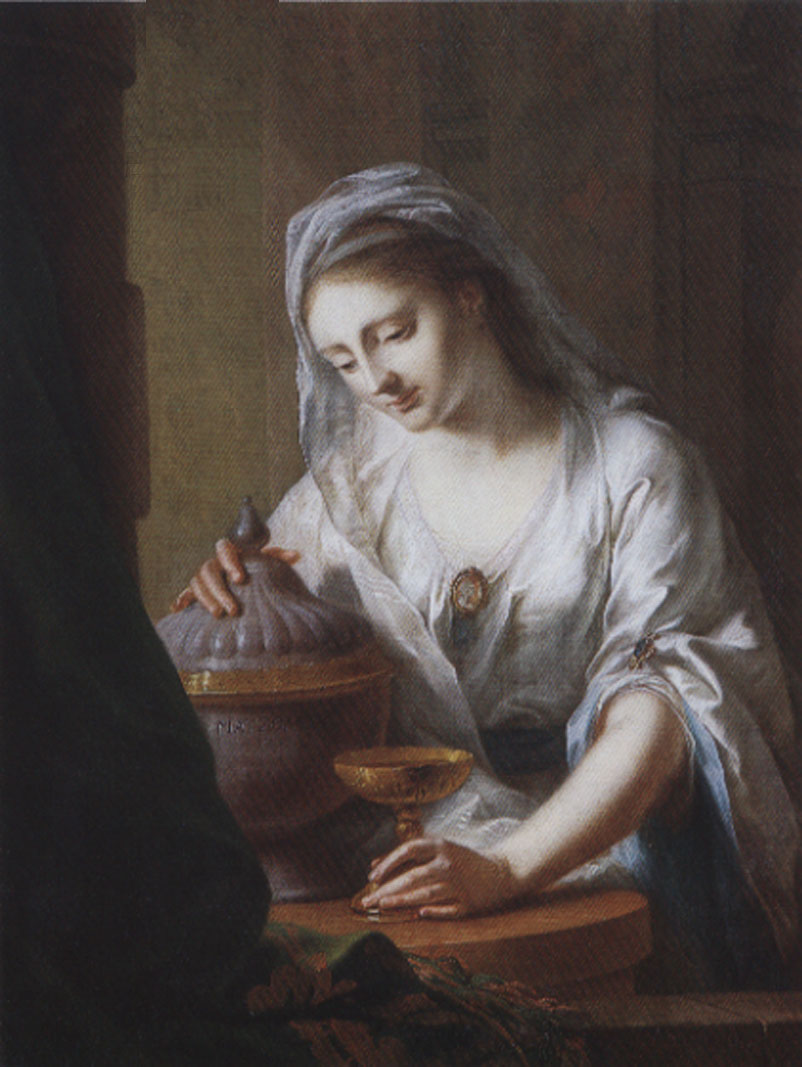
「アルテミシア」（1775）
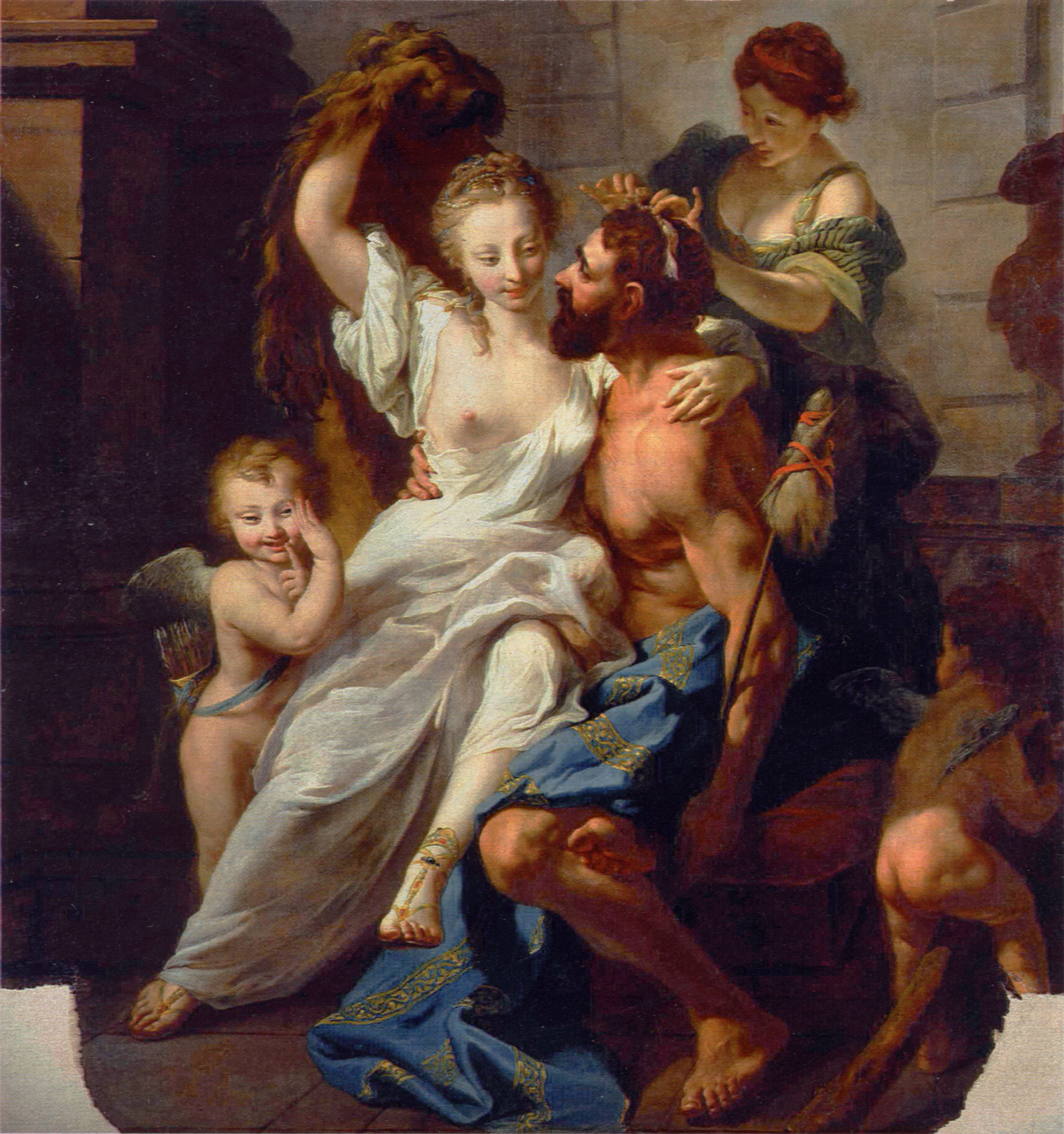
ヘラクレスとオムファラ（1754）
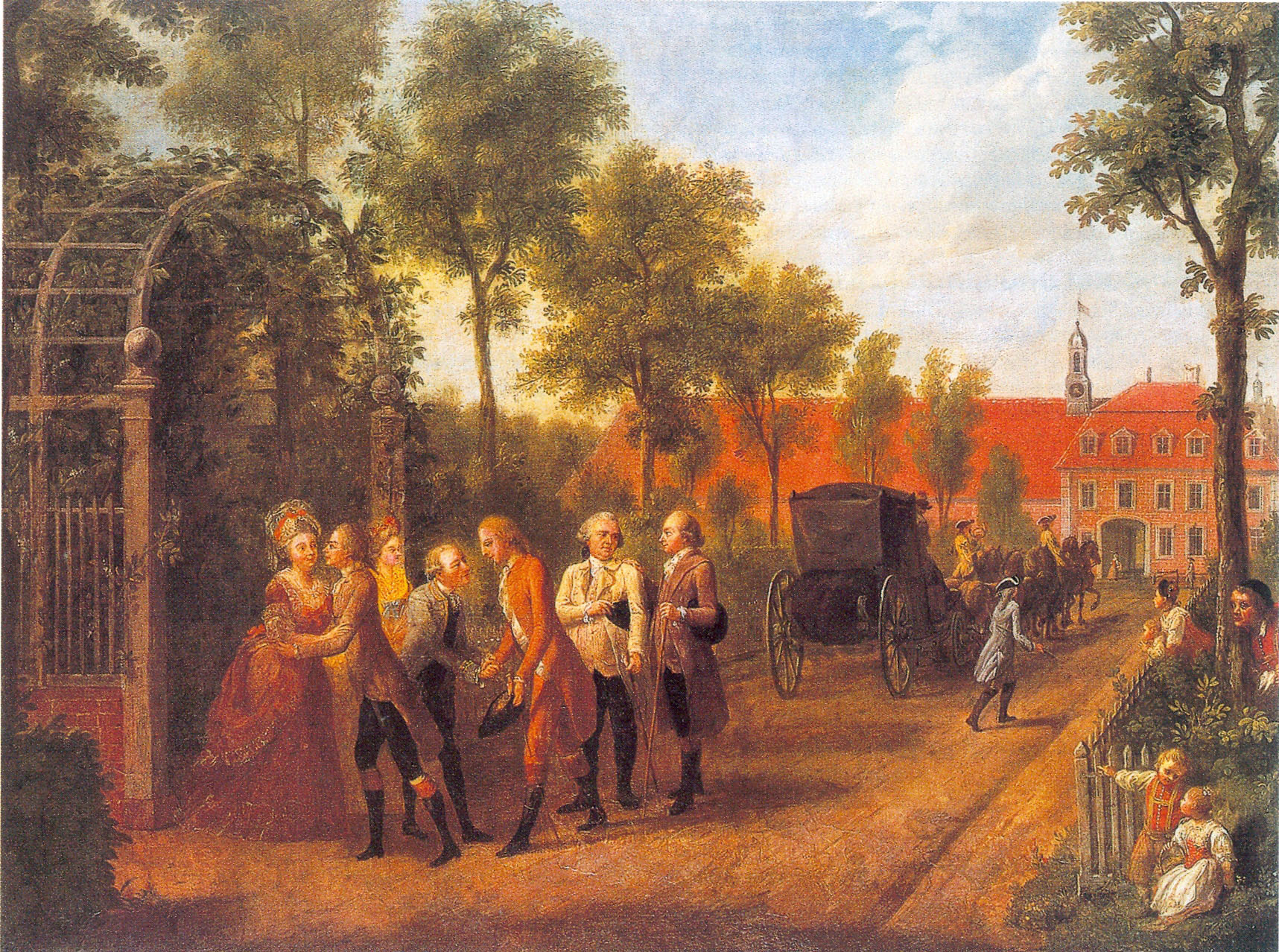
Grafen von Stadionの家族（1780）
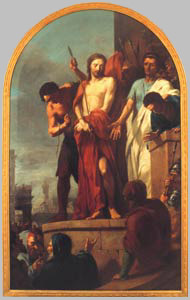
キリストとピラト（1778)
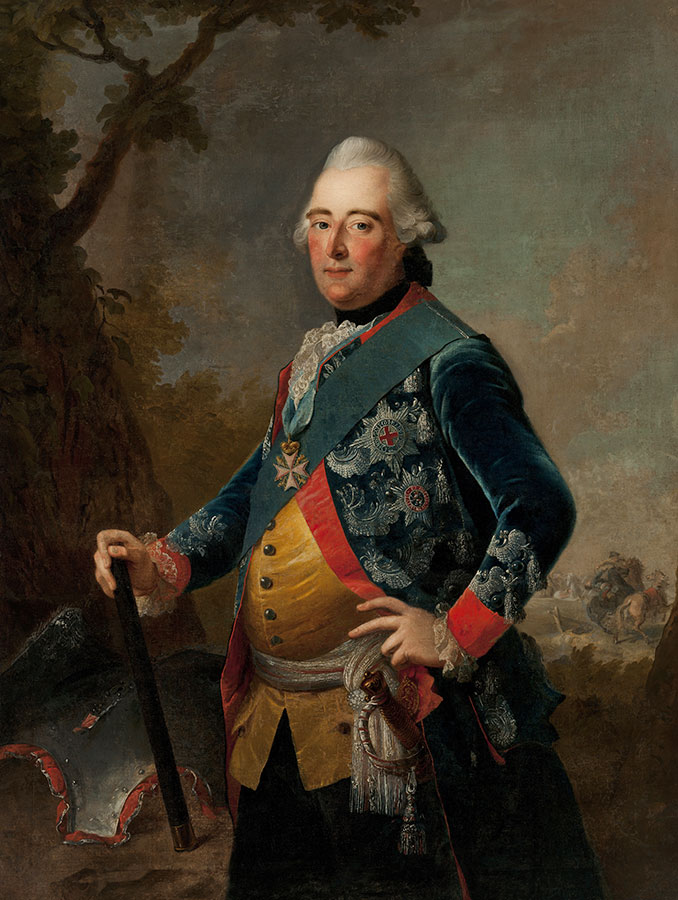
フリードリヒ2世
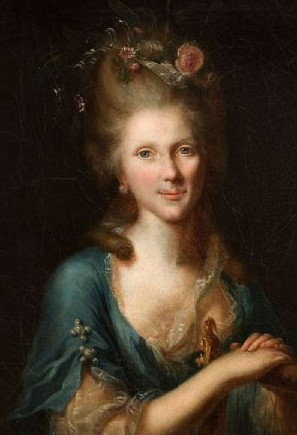
Philippine Engelhard（詩人）
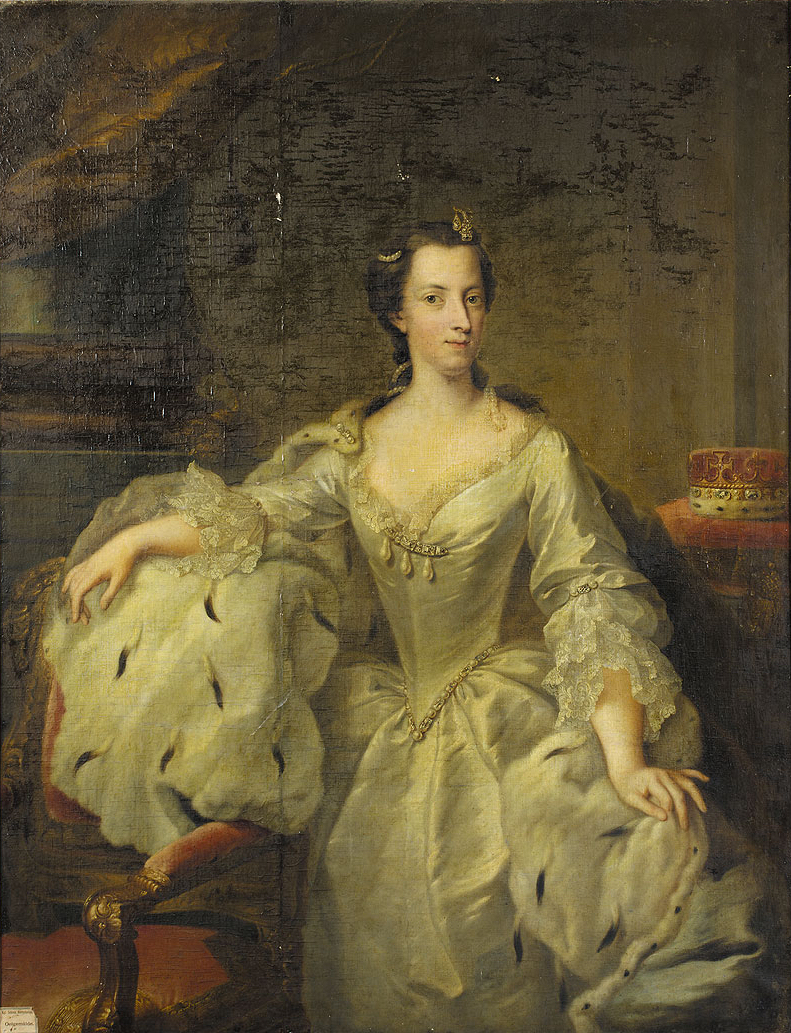
メアリー・オブ・グレート・ブリテン
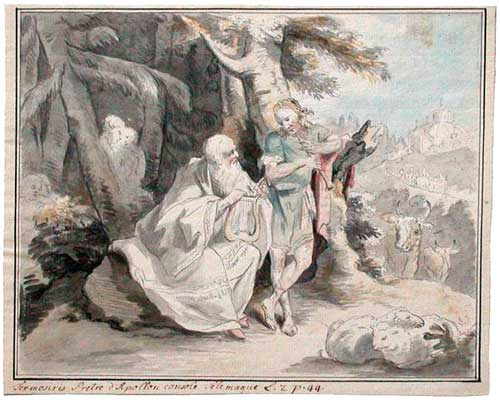
テレマコスおよびターモシスリス

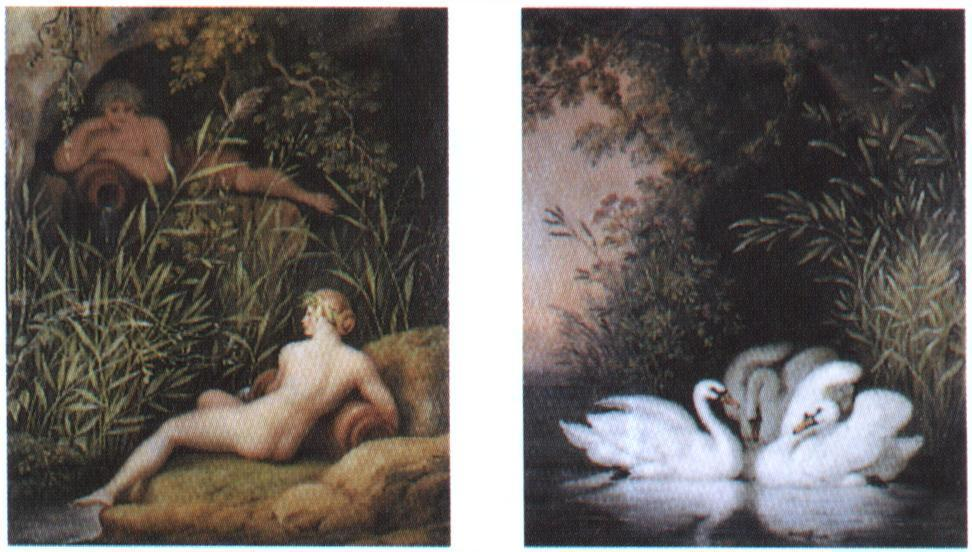
ニンフと白鳥
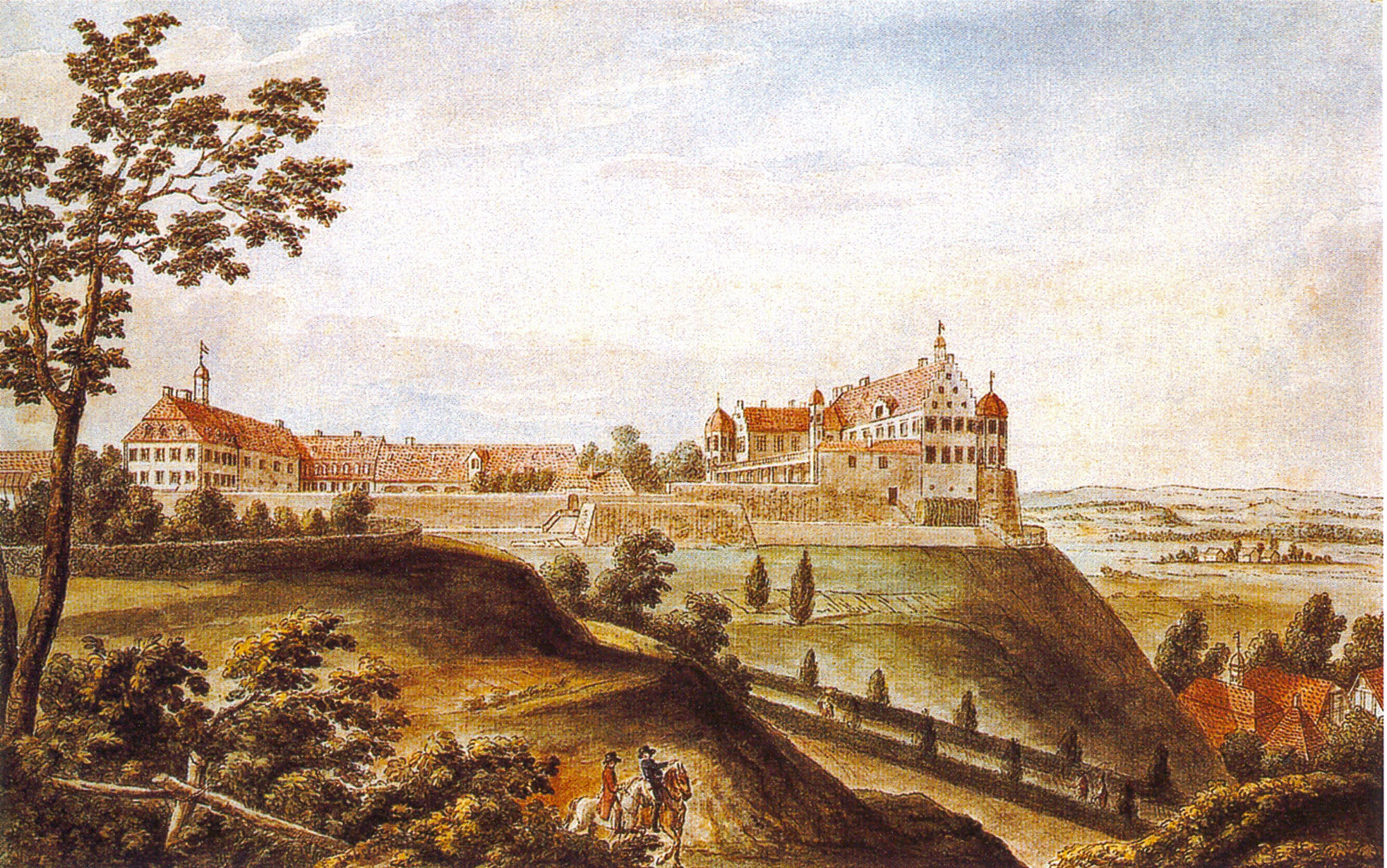
ワルシャワ城の眺め（1781）
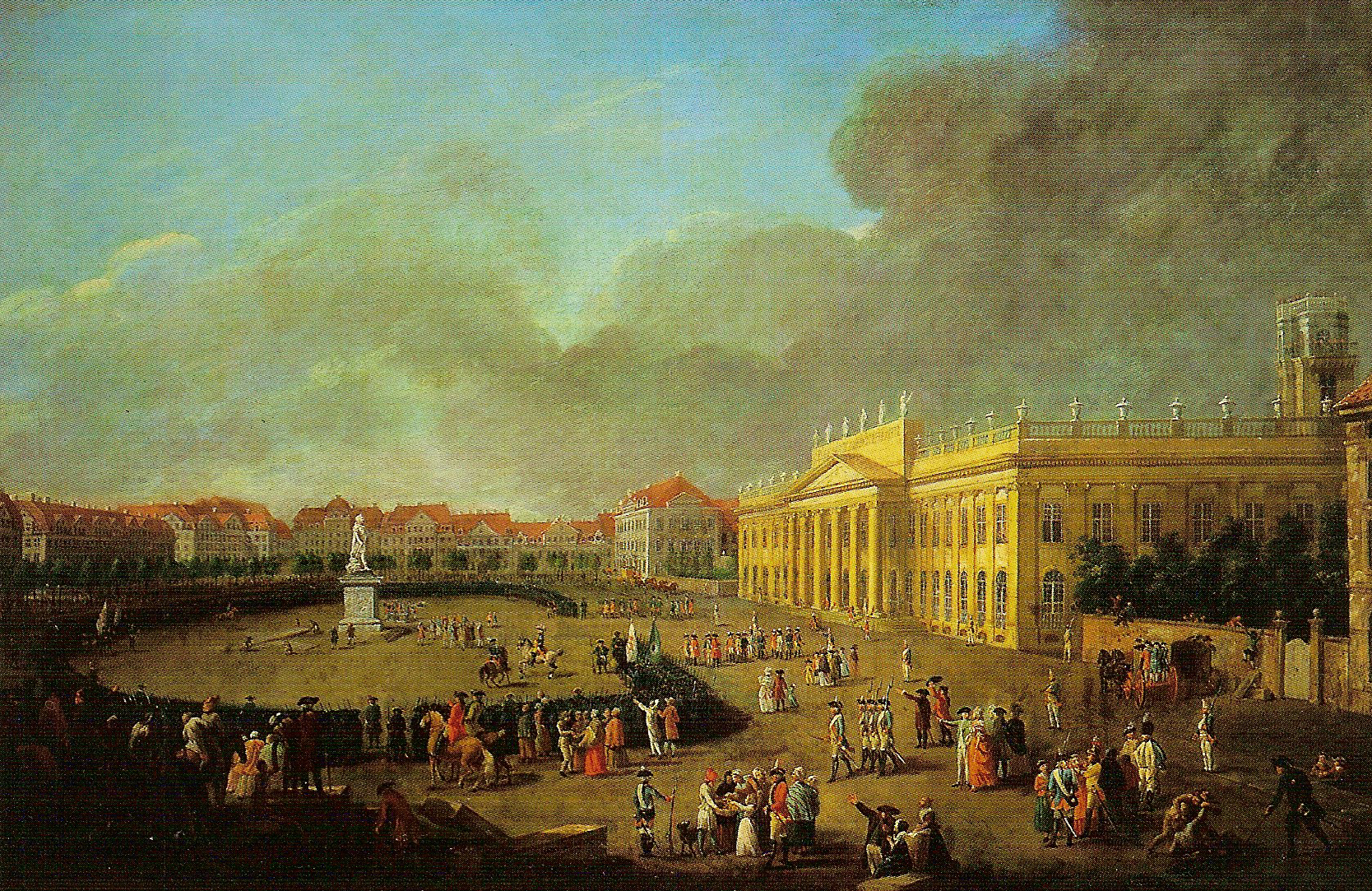
カッセルのフリードリッヒ広場の眺め